# Diane d'Orléans
Titre
Épouse du prétendant au trône de Wurtemberg
17 avril 1975 – 7 juin 2022
(47 ans, 1 mois et 21 jours)
Diane d'Orléans, née le 24 mars 1940 à Petrópolis, au Brésil, est une membre de la maison capétienne d’Orléans et, par son mariage, duchesse de Wurtemberg. Elle est également une écrivaine et une artiste française et allemande.

## Biographie
Diane Françoise Marie da Gloria d’Orléans est la quatrième fille et le sixième enfant d'Henri d'Orléans (1908-1999), comte de Paris et prétendant orléaniste au trône de France, et de son épouse Isabelle d'Orléans-Bragance (1911-2003).
Née le 24 mars 1940 à Petrópolis où la comtesse de Paris est temporairement établie avec ses enfants, Diane est baptisée le 13 mai 1940 en l'église Notre-Dame-de-la-Conception-et-de-la-Bonne-Mort de Rio de Janeiro et reçoit comme parrain son oncle maternel le prince Jean d'Orléans-Bragance et pour marraine sa tante maternelle la princesse Françoise d'Orléans-Bragance,,.
Son enfance se passe successivement au Brésil, puis au Maroc, en Espagne et au Portugal, au gré des différents lieux de résidence de ses parents. La princesse a deux gouvernantes : Madeleine de Montbron et Colette de Kernars. Elle montre un caractère audacieux, à l'instar de ses frères, les jumeaux Michel et Jacques, d'un an ses cadets. Elle débute sa scolarité au pensionnat du Sacré-Cœur de Pampelune, puis dans une institution à Lisbonne. De retour en France, en 1950, après l'abrogation de la loi d'exil, elle suit les cours chez les Dames de Sainte Mary à Noisy-le-Roi, puis à l’institut privé Sainte-Marie de Neuilly. Un peu plus tard, favorisée par des dons artistiques, elle suit des cours à l'académie Julian à Paris. En 1957, elle est envoyée en Grande-Bretagne afin de parfaire sa connaissance de la langue anglaise.
Comme son frère Henri d'Orléans, qui épouse en 1957 Marie-Thérèse de Wurtemberg, Diane se marie, trois ans plus tard, au duc Charles de Wurtemberg dans un contexte de réconciliation franco-allemande. Ses fiançailles ont été largement préparées par son père et son beau-père. Pourtant, le mariage de Diane n'est pas célébré sous les mêmes contraintes. Le duc et la duchesse de Wurtemberg auraient en effet préféré que leur fils épouse l’une des sœurs aînées de Diane, mais lorsque le duc Charles rencontre Diane en août 1956, lors de la seconde croisière des rois organisée par Frederika de Hanovre, reine des Hellènes, il tombe très rapidement amoureux de la jeune fille, dont la réputation de « sauvageonne », colportée dans sa famille, ne l’a pas effrayé.
Depuis 1971, la duchesse de Wurtemberg se consacre essentiellement à l’art et pratique la peinture et la sculpture. Elle a exposé à plusieurs reprises en Allemagne, en France, en Espagne et en Belgique (entre 1971 et 2007). Tous les deux ans, la princesse organise également dans les jardins de son château d'Altshausen une exposition de trente jeunes artistes inconnus.
Diane d'Orléans est également à la tête d’une association caritative, « Les Enfants de la Vie », qui s'est notamment illustrée par l'octroi d'une subvention au service d'ophtalmologie de l'hôpital des Quinze-Vingts, à Paris, pour lutter contre la rétinite pigmentaire, maladie qui frappe de nombreux enfants.

## Famille

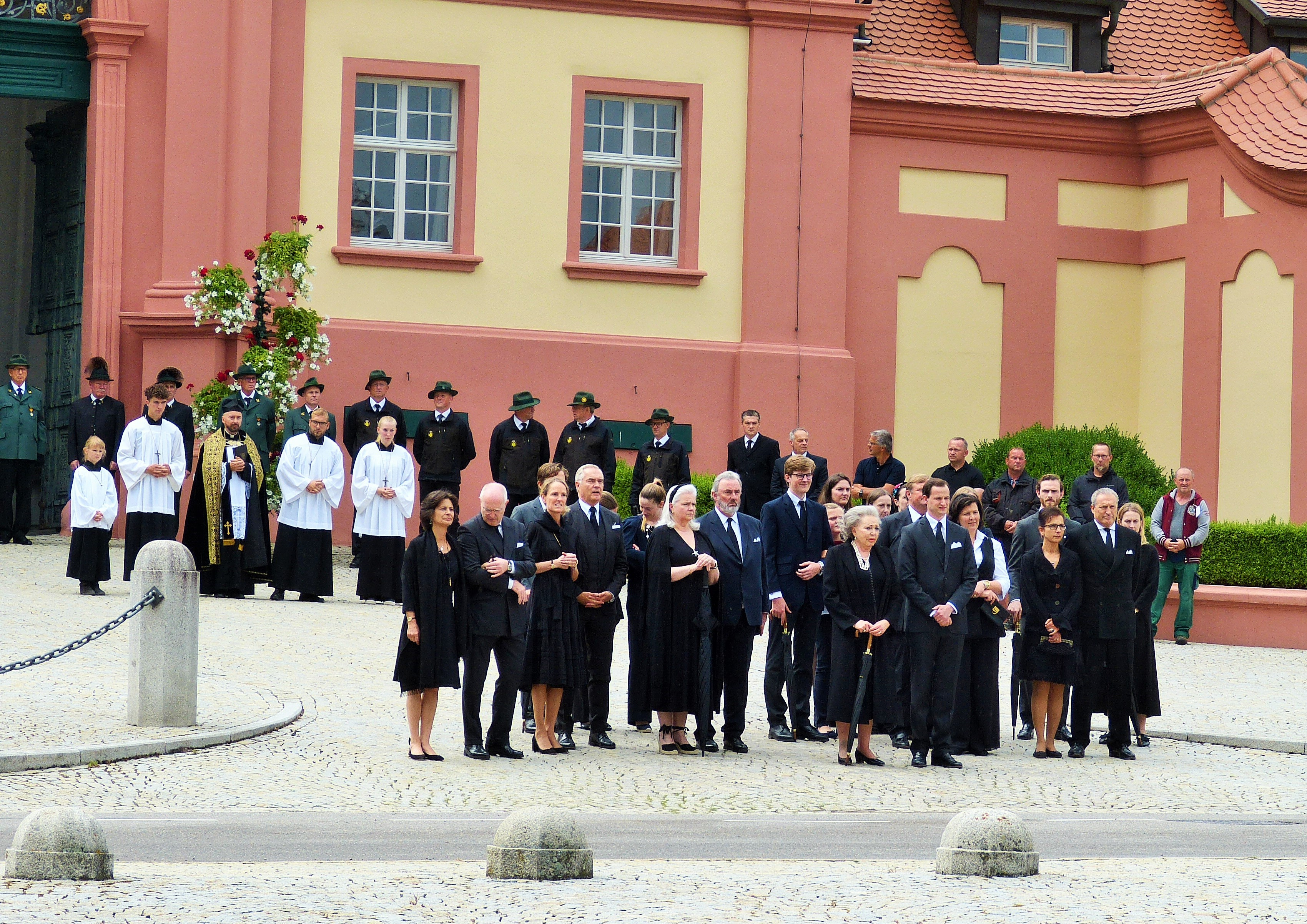
La famille de Diane de Wurtemberg en deuil du duc Charles le 1 juillet 2022.

Diane d'Orléans épouse civilement à Altshausen le 18 juillet 1960 et religieusement le 21 juillet suivant, au château d'Altshausen, Charles de Wurtemberg (1936-2022), qui devient, en 1975, prétendant au trône de Wurtemberg. Comme Diane d'Orléans, le duc Charles est un descendant du roi des Français Louis-Philippe Ier (1773-1850) dans la mesure où il est l’arrière-arrière-petit-fils de Marie d'Orléans (1813-1839), duchesse de Wurtemberg.
De cette union naissent six enfants, :
- Friedrich de Wurtemberg (1961-2018), duc héritier de Wurtemberg, qui épouse en 1993 Marie de Wied (1973), d’où 3 enfants : 
  - Wilhelm de Wurtemberg (1994), duc de Wurtemberg et prétendant au trône de Wurtemberg depuis 2022,
  - Marie-Amélie de Wurtemberg (1996), se fiance le 8 septembre 2022 avec le baron Franz-Ferdinand von Feilitzsch (1997), troisième enfant et fils unique du baron Louis-Ferdinand Lazarus von Feilitzsch (1967) et de Johanna Sofie Strabolakos (1965)[8]. Leur mariage est célébré à Altshausen le 2 septembre 2023[9],
  - Sophie Dorothée de Wurtemberg (1997) ;
- Mathilde de Wurtemberg (1962), qui épouse en 1988 Erich, comte héritier (puis prince en 2015) von Waldburg zu Zeil und Trauchburg (1962), d’où 5 enfants :
  - Marie-Thérèse von Waldburg zu Zeil und Trauchburg (1989),
  - Marie Elisabeth von Waldburg zu Zeil und Trauchburg (1990),
  - Marie Charlotte von Waldburg zu Zeil und Trauchburg (1992),
  - Marie Helene von Waldburg zu Zeil und Trauchburg (1993), fiancée en janvier 2024 avec Ludovic comte von Neipperg, né à Talence le 19 avril 1994, directeur technique de vignoble à Saint-Émilion[10],
  - Marie Gabrielle von Waldburg zu Zeil und Trauchburg (1996) ;
- Eberhard de Wurtemberg (1963), qui épouse en 2011, en premières noces, Lucia Désirée Copf (1969) et divorce en 2016, d'où un enfant, et qui épouse en 2023, en secondes noces, Gaby Maier (1970)[11] :  
  - Alexander de Wurtemberg (2010) ;
- Philipp de Wurtemberg (1964), qui épouse en 1991 Marie-Caroline, duchesse en Bavière (1969), d’où 4 enfants :
  - Sophie de Wurtemberg (1994), qui épouse en 2018 Maximilien d'Andigné (1989) d’où 2 enfants : 
    - Olympia d'Andigné (2021),
    - Mathilda d’Andigné (2024);

  - Pauline de Wurtemberg (1997),
  - Carl-Theodor de Wurtemberg (1999),
  - Anna de Wurtemberg (2007) ;
- Michael de Wurtemberg (1965), qui épouse en 2006 Julia Ricarda Storz (1965), sans postérité ;
- Eleonore Fleur de Wurtemberg (1977), qui épouse en 2003 Moritz, comte von Goëss (1966), d'où 3 enfants : 
  - Zeno von Goëss (2004),
  - Flaminia von Goëss (2006),
  - Livia von Goëss (2010).

Le 7 juin 2022, Diane d'Orléans devient veuve de Charles de Wurtemberg.

## Titulature et décorations

### Titulature de courtoisie
- 24 mars 1940 - 18 juillet 1960 : Son Altesse Royale la princesse Diane d'Orléans ;
- 18 juillet 1960 - 17 avril 1975 : Son Altesse Royale la duchesse héritière de Wurtemberg ;
- 17 avril 1975 - 7 juin 2022 : Son Altesse Royale la duchesse de Wurtemberg ;
- Depuis le 7 juin 2022 : Son Altesse Royale la duchesse douairière de Wurtemberg.

### Décorations
- Grand-croix de l'ordre de la Couronne de Wurtemberg (maison de Wurtemberg)[13]
- Ordre du Mérite de Bade-Wurtemberg (Bade-Wurtemberg, 30 avril 2011)[14]
- Dame grand-croix de justice de l’ordre sacré et militaire constantinien de Saint-Georges (maison de Bourbon-Siciles, 25 octobre 1961)[15]
- Chevalier de la Légion d’honneur (République française, 31 décembre 2009)[16]
- Grand-croix de l’ordre pro Merito Melitensi (15 mars 1999)[15]
- Commandeur de l'ordre de Saint-Sylvestre (Saint-Siège, 28 octobre 2022)[17]

## Œuvres

### En allemand
- Diane Herzogin von Württemberg et Roger Orlik, I.K.H. Diane Herzogin von Württemberg, Prinzessin von Frankreich, Albstadt, Sp-Verlag, 2002. Nouvelle édition, revue et augmentée, 2007  (ISBN 978-3980787307)
- Diane von Württemberg, Kunsthandwerk, Gemälde, Skulpturen; Ulm : Süddt. Verl.-Ges., 1991.  (ISBN 3882941650)

### En français
- Princesse Diane de France et Jacqueline Malherbe, Princesse Diane, une artiste royale, Éditions du Rocher, Paris, 2007.  (ISBN 2268063003)

### Expositions
- du 28 janvier au 25 mars 2007, à la Staatliche Majolika Manufaktur Karlsruhe GmbH : I.K.H. Herzogin Diane von Württemberg zu Gast in der Majolika Manufaktur Karlsruhe (exposition de 80 œuvres de majolique)
- d'avril 2007 au 10 juin 2007, dans les locaux du siège social de l'EnBW Energie Baden-Württemberg AG à Karlsruhe : exposition de sculptures sur métal (bronzes, notamment)